# Championnat de Tanzanie de football 2023-2024
Navigation
Saison précédente Saison suivante
La saison 2023-2024 du Championnat de Tanzanie de football est la soixantième édition de la Ligi Kuu Bara, le championnat de première division en Tanzanie. Les seize meilleures équipes du pays sont regroupées au sein d’une poule unique où elles s’affrontent deux fois au cours de la saison, à domicile et à l’extérieur. En fin de saison, les deux derniers du classement sont relégués directement et remplacés par les deux meilleurs clubs de deuxième division. Les 13e et 14e jouent les barrages pour tenter de se maintenir en première division.
Le tenant du titre, Young Africans FC, remporte le championnat en terminant à la première place, c'est le troisième titre d'affilée et le 25e de l'histoire du club.

## Les clubs participants
- Azam FC
- Young Africans FC
- Simba SC
- Kagera Sugar FC
- Mtibwa Sugar
- Singida United
- Prisons SC
- Dodoma Jiji FC
- Ndanda FC
- Coastal Union
- Kinondoni Municipal Council
- Ihefu FC
- Namungo FC
- Singida Big Stars
- Geita Gold FC
- JKT Tanzania FC - Promu de D2
- Kitayosce FC - Promu de D2, renommé Tabora United FC
- Mashujaa FC - Promu de D2

## Compétition
Le barème utilisé pour établir le classement est le suivant :
- Victoire : 3 points
- Match nul : 1 point
- Défaite : 0 point

### Classement
| Rang | Équipe                      | Pts | J  | G  | N  | P  | Bp | Bc | Diff |
| ---- | --------------------------- | --- | -- | -- | -- | -- | -- | -- | ---- |
| 1    | Young Africans T C          | 80  | 30 | 26 | 2  | 2  | 71 | 14 | +57  |
| 2    | Azam FC                     | 69  | 30 | 21 | 6  | 3  | 63 | 21 | +42  |
| 3    | Simba                       | 69  | 30 | 21 | 6  | 3  | 59 | 25 | +34  |
| 4    | Coastal Union               | 43  | 30 | 11 | 10 | 9  | 22 | 19 | +3   |
| 5    | Kinondoni Municipal Council | 37  | 30 | 8  | 13 | 9  | 27 | 39 | -12  |
| 6    | Namungo FC                  | 36  | 30 | 8  | 12 | 10 | 27 | 29 | -2   |
| 7    | Ihefu FC                    | 36  | 30 | 9  | 9  | 12 | 29 | 36 | -7   |
| 8    | Mashujaa FC P               | 35  | 30 | 9  | 8  | 13 | 30 | 33 | -3   |
| 9    | Prisons SC                  | 34  | 30 | 7  | 13 | 10 | 29 | 35 | -6   |
| 10   | Kagera Sugar FC             | 34  | 30 | 7  | 13 | 10 | 23 | 32 | -9   |
| 11   | Singida Big Stars           | 33  | 30 | 8  | 9  | 13 | 29 | 39 | -10  |
| 12   | Dodoma Jiji FC              | 33  | 30 | 8  | 9  | 13 | 19 | 32 | -13  |
| 13   | JKT Tanzania FC P           | 32  | 30 | 6  | 14 | 10 | 21 | 30 | -9   |
| 14   | Tabora United FC P          | 27  | 30 | 5  | 12 | 13 | 20 | 41 | -21  |
| 15   | Geita Gold FC               | 25  | 30 | 5  | 10 | 15 | 18 | 38 | -20  |
| 16   | Mtibwa Sugar                | 21  | 30 | 5  | 6  | 19 | 30 | 54 | -24  |

|  | Qualification pour la Ligue des champions de la CAF 2024-2025 |
|  | Qualification pour la Coupe de la confédération 2024-2025     |
|  | Barrages de relégation                                        |
|  | Relégation en deuxième division                               |
|  | T : Tenant du titre C : Coupe de Tanzanie P : Promu de D2     |

### Barrages de promotion relégation
JKT Tanzania FC et Tabora United FC se rencontrent pour le maintien, le score cumulé est de 4 à 0 pour  JKT Tanzania FC qui se maintient en première division. Tabora United FC doit disputer un barrage contre Biashara United, une équipe de deuxième division pour tenter de se maintenir. Le score cumulé est de 2 à 1 pour Tabora United qui reste en première division.

## Bilan de la saison
| Championnat de Tanzanie de football 2023-2024 |                                          |
| Champion                                      | Young Africans Football Club (25e titre) |
| Coupes et trophées                            |                                          |
| Vainqueur de la Coupe de Tanzanie 2023-2024   | Young Africans Football Club             |
| Qualifications continentales                  |                                          |
| Ligue des champions de la CAF 2024-2025       | Young Africans Football Club             |
| Ligue des champions de la CAF 2024-2025       | Azam Football Club                       |
| Coupe de la confédération 2024-2025           | Simba Sports Club                        |
| Coupe de la confédération 2024-2025           | Coastal Union                            |
| Promotions et relégations                     |                                          |
| Promus en Première division                   | Pamba SC                                 |
| Promus en Première division                   | KenGold FC                               |
| Relégués en Deuxième division                 | Geita Gold FC                            |
| Relégués en Deuxième division                 | Mtibwa Sugar                             |